# نمير قيردار
نمير قيردار هو رجل أعمال عراقي بريطاني، وكان رئيس مجلس الإدارة التنفيذي والرئيس التنفيذي لإنفستكورب، وهي مجموعة استثمارات ملكية خاصة تعمل انطلاقا من نيويورك ولندن والبحرين. عاش قيردار في بداية عمره في العراق ثم ذهب إلى اسطنبول لأكمال دراسته في سنة 1950 وفي سنة 1958 ذهب إلى امريكا لأكمال دراسته ثم اسس شركات استثمارية في لندن والمنامه وامريكا وبعد حدوث ازمات في عائلة كوتشي Gucci قرر ان يدخل في هذا المجال ويشتري الشركة في بداية سنة 1990 ومن ثم استحوذ على الشركة بكاملها سنة 1993، وعاش اخر أواخر أيامه في لندن حتى توفاه الأجل.

## شهادة
بدأ قيردار مسيرته المصرفية في نيويورك في عام 1969. في عام 1974 انضم إلى بنك تشيس مانهاتن، وتولى منصب نائب الرئيس. بين سنوات 1976 و1981، خدم قيردار في دول الخليج العربي للإشراف مباشرةً على تأسيس شبكة المصارف في المنطقة.
في عام 1982، أسس بنك إنفستكورب، وهي إحدى الشركات المُتخصصة في تقديم الاستثمارات العالمية. وتشمل هذه الأسهم الخاصة وصناديق التحوط والعقارات والاستثمارات في التكنولوجيا والنمو الرأسمالي في الخليج.

## النشأة
ولد قيردار في كركوك بالعراق، لعائلة تركمانية من أعيان الساسة منذ أواخر العصر العثماني والعراق ما بين الحربين العالميتين. بعد الحركة العسكرية التي أطاحت بالنظام الملكي في عام 1958، ذهب قيردار إلى الولايات المتحدة للدراسة، وعاد لاحقا إلى العراق عام 1960، لكنه لم يلبث أن غادره مُجددا بعد الانقلاب البعثي.
تخرج قيردار من جامعة المحيط الهادئ حاملا شهادة في الاقتصاد، وحصل على ماجستير في إدارة الأعمال من جامعة فوردهام في نيويورك. بالإضافة إلى ذلك، أنهى أيضا برنامج مدرسة هارفارد للأعمال والإدارة العليا.

## جوائزه الأكاديمية
تلقى قيردار شهادة الدكتوراه الفخرية في الآداب الإنسانية من جامعة جورج تاون في واشنطن؛ وفي الحقوق من جامعة المحيط الهادئ، وفي الاقتصاد من الجامعة الأميركية الدولية في لندن.

## الثروة
قُدِّرت ثروة قيردار بأكثر من مليار دولار. واحتل المرتبة 206 في قائمة الأغنياء البريطانيين عام 2005، بالإضافة إلى المرتبة رقم 26 في قائمة أكثر العرب نفوذا لسنة 2009.